# Dimítriosz Lúndrasz
Dimítriosz Lúndrasz (görögül: Δημήτριος Λούνδρας; 1885. szeptember 6. – 1970. február 15.) olimpiai bronzérmes görög tornász.
Az 1896. évi nyári olimpiai játékokon indult tornában, a csapat korlát számban, és bronzérmet szerzett 3 másik társával együtt. Ekkor mindössze 10 éves és 216 napos volt.